# Dave Creighton
David Theodore Creighton (* 24. Juni 1930 in Port Arthur, Ontario; † 18. August 2017 in Wesley Chapel, Florida, USA) war ein kanadischer Eishockeyspieler und -trainer, der zwischen 1948 und 1969 für verschiedene Franchises der American Hockey League (AHL) und der National Hockey League (NHL) in über 1500 Partien auf der Position des Centers aktiv war. In dieser Zeit nahm er fünf Mal am NHL All-Star Game teil, zudem wurde er 1968 als wertvollster Spieler der AHL mit dem Les Cunningham Award ausgezeichnet. Sein Sohn Adam Creighton war von 1983 bis 1996 ebenfalls in der National Hockey League aktiv.

## Karriere
Dave Creighton begann seine Karriere 1946 bei den Port Arthur West End Bruins in der Thunder Bay Junior Hockey League, einer regionalen Juniorenliga der kanadischen Provinz Ontario. In dieser Zeit gewann er mit den Bruins nach einem Finaltriumph gegen die Barrie Flyers den Memorial Cup 1948. Nach zwei Spielzeiten nahm er am 5. Oktober 1948 ein Vertragsangebot der Boston Bruins aus der National Hockey League an. In den folgenden vier Jahren kam Creighton sowohl bei den Bruins in der NHL, als auch für deren Farmteam Hershey Bears in der American Hockey League regelmäßig zum Einsatz. Mit Beginn der NHL-Saison 1952/53 gehörte der Center zum Stammpersonal der Boston Bruins und absolvierte in den folgenden zwei Spielzeiten 134 Partien für das Franchise aus dem US-Bundesstaat Massachusetts.
Am 20. Juli 1954 gaben ihn die Bruins im Tausch gegen Fernie Flaman an die Toronto Maple Leafs ab. Die Maple Leafs reichten den Offensivakteur jedoch bereits nach 14 Spielen der Saison 1954/55 an die Chicago Black Hawks weiter. Nach Saisonende erhielten die Detroit Red Wings nach einem Transfergeschäft am 27. Mai 1955 die Rechte an dem Spieler. Dave Creighton absolvierte jedoch nie eine Partie für die Red Wings, da er bereits am 18. August 1955 erneut Teil eines Spielertausches war und an die New York Rangers abgegeben wurde. In New York hatte Creighton seine statistisch erfolgreichste Zeit in der National Hockey League. So beendete er die NHL-Spielzeit 1955/56 als zweitbester Punktesammler der Rangers. Ligaweit waren seine in 70 Spielen erzielten 51 Scorerpunkte die Zehntmeisten.
Nach drei Saisons für die New York Rangers wurde er am 3. Juni 1958 beim Intra-League Draft von den Montréal Canadiens ausgewählt. Für die Canadiens lief der Center jedoch nie auf, da ihn die Toronto Maple Leafs am 28. September 1958, vor Beginn der Saison 1958/59, von der Waiver-Liste verpflichteten. Für die Maple Leafs kam Dave Creighton in den folgenden zwei Spielzeiten nur noch in insgesamt 48 NHL-Partien zum Einsatz und verbrachte den überwiegenden Teil, sowie die komplette Spielzeit 1960/61, bei Torontos Farmteam Rochester Americans. Im Juni 1961 gaben die Toronto Maple Leafs Dave Creighton schließlich an die Buffalo Bisons ab.
Nach einer Saison für die Bisons wurde er an die Baltimore Clippers weitergereicht. In Baltimore absolvierte der Offensivakteur drei volle Spielzeiten, bevor er während der laufenden AHL-Saison 1965/66 zu den Providence Reds transferiert wurde. Es war sein insgesamt neunter Vereinswechsel in 12 Jahren. Bei den Reds avancierte Creighton noch einmal zur zuverlässigen Offensivkraft und war in seinen ersten beiden Saisons erfolgreichster Punktesammler der Reds. In der AHL-Saison 1967/68 wurde Dave Creighton als wertvollster Spieler der American Hockey League mit dem Les Cunningham Award ausgezeichnet. Nach einer weiteren Saison für die Reds beendete Creighton nach 21 Jahren als Profi seine Spielerkarriere.
Dave Creighton war von 1966 bis zum Ende seiner Karriere als aktiver Spieler 1969 als Spielertrainer der Providence Reds tätig. In diesem Zeitraum qualifizierten sich die Reds in den Spielzeiten 1967/68 und 1968/69 für die American-Hockey-League-Play-offs und schieden in beiden Jahren jeweils in der zweiten Play-off-Runde aus. In der AHL-Saison 1969/70 verpassten die Providence Reds die Qualifikation für die Endrunde um den Calder Cup, woraufhin Dave Creightons Arbeitsverhältnis mit den Reds beendet wurde.
Creighton verstarb am 18. August 2017 im Alter von 87 Jahren in Wesley Chapel im US-Bundesstaat Florida.

## Erfolge und Auszeichnungen
| - 1948 Memorial-Cup-Gewinn mit den Port Arthur West End Bruins - 1952 Teilnahme am NHL All-Star-Game - 1953 Teilnahme am NHL All-Star-Game - 1954 Teilnahme am NHL All-Star-Game - 1955 Teilnahme am NHL All-Star-Game | - 1956 Teilnahme am NHL All-Star-Game - 1968 AHL Second All-Star Team - 1968 Les Cunningham Award - 2022 Aufnahme in die AHL Hall of Fame |

## Karrierestatistik

### Als Spieler
(Legende zur Spielerstatistik: Sp oder GP = absolvierte Spiele; T oder G = erzielte Tore; V oder A = erzielte Assists; Pkt oder Pts = erzielte Scorerpunkte; SM oder PIM = erhaltene Strafminuten; +/− = Plus/Minus-Bilanz; PP = erzielte Überzahltore; SH = erzielte Unterzahltore; GW = erzielte Siegtore; 1 Play-downs/Relegation; Kursiv: Statistik nicht vollständig)

### Als Trainer
(Legende zur Trainerstatistik: GC = Spiele, W = Gewonnen, L = Verloren, T = Unentschieden)